# 샤를 4세
샤를 4세(프랑스어 : Charles IV, 1294년 - 1328년 2월 1일)는 1322년부터 1328년까지 재위한 프랑스 왕으로 카페 직계로써는 마지막 왕이었다. 필리프 4세와 호아나 1세의 셋째 아들로 나바라의 왕 카를로스 1세이기도 했다. 부왕에 이어 미남왕(le Bel)이라는 별명이 있다.

## 내정
형 필리프 5세의 사후 왕위를 이어받은 샤를 4세는 1322년 2월 21일 정식으로 대관식을 치른다. 필리스 5세의 치세 동안 허약해진 국가 재정의 재건을 위해 롬바르디 출신 재정 관료들을 엄벌에 처하고, 필리프 5세의 재정 책임자였던 지라르 드 라 게트(Girard de la Guette)를 횡령 혐의로 체포하는 등, 전반적으로 전제적이고 억압적인 정치를 했다.

## 외교
잉글랜드왕 에드워드 2세와 결혼한 누나 이자벨이 유약하고 국민들에게 인기가 없는 남편에게 염증을 느껴 마치 백작 로저 모티머를 끌어들여 1326년에 반란을 일으키자, 샤를 4세는 이자벨을 지원했고, 이에 힘입어 이자벨은 에드워드 2세를 제압하고 아들인 에드워드 3세를 왕으로 옹립한다. 에드워드 2세는 유폐되었다가 이듬해인 1327년에 암살된다. 

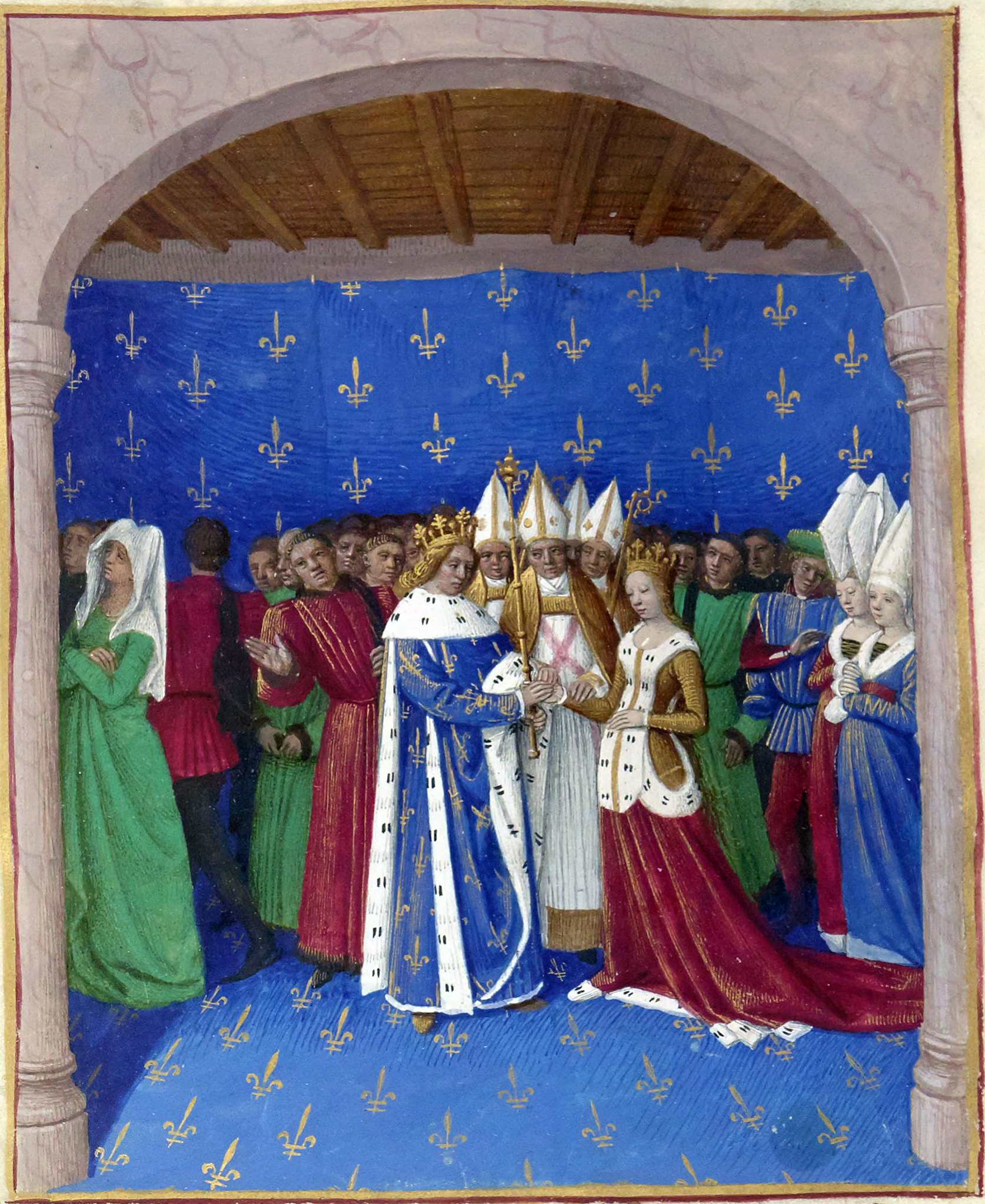
샤를 4세와 룩상부르그의 마리의 결혼식, 장 푸케의 그림

## 결혼 및 후손
샤를 4세는 왕위에 오르기 전인 1307년에 부르고뉴 공 오토 4세의 딸인 블랑슈 드 부르고뉴와 첫 결혼을 한다. 그러나 1314년, 필리프 4세에 의해 간통 혐의로 블랑슈는 구속되었다. 1322년에 샤를 4세가 즉위하나 블랑슈는 계속 구속되어 있었으며, 5월에 교황 요한 22세는 결혼의 무효를 선언하기에 이른다.
1322년 9월, 샤를 4세는 계비로 신성로마제국 황제 하인리히 7세의 딸인 마리아 폰 룩셈부르크(마리 드 뤽상부르)를 맞이한다. 마리와의 사이에서는 1323년에 딸 마리(Marie)가 태어나나 1년을 채우지 못하고 죽고, 1324년에 마리아 본인이 교통사고로 중상을 입게 된다. 당시 임신 중이었던 마리아로부터 급히 제왕절개로 아들 샤를(Charles)을 출생시키지만 마리아와 샤를 모두 사망했다.
여전히 후계자가 없던 샤를 4세는 루이 데브뢰의 딸로 왕 본인과는 사촌인 잔 데브뢰와 세 번째 결혼을 한다. 잔은 1326년에 잔(Jeanne), 1327년에 마리(Marie), 1328년에 블랑슈(Blanche) 등 3명의 자식을 연달아 놓지만 모두 딸로, 결국 아들은 두지 못했다. 이 중 블랑슈는 필리프 6세의 아들인 오를레앙 공 필리프 발루아와 결혼하게 된다.

## 후계 문제
아들 없이 샤를 4세가 죽자 누가 뒤를 이을지 논쟁이 일어난다. 당시 3명이 왕위에 대한 권리를 주장했다.
- 필리프 드 발루아 : 필리프 4세의 동생인 샤를 드 발루아의 아들. 샤를 4세의 사촌.
- 잉글랜드 왕 에드워드 3세 : 샤를 4세의 누나인 이자벨의 아들. 샤를 4세의 조카.
- 나바라 왕 필리페 3세 : 필리프 4세의 동생인 루이 데브뢰의 아들로, 샤를 4세의 형인 루이 10세의 사위. 샤를 4세에게는 사촌인 동시에 처남이자 조카사위가 된다.

최종적으로는 필리프 드 발루아가 필리프 6세로 즉위하게 되나, 이 문제는 이후 백년 전쟁의 단초가 된다.

## 같이 보기
- 카를 4세 - 두번째 부인 마리 드 뤽상부르의 조카이며 고모부 샤를의 이름을 땀